# کی (شرکت)
کی استودیو رمان تصویری ژاپنی است که به خاطر تولید رمان‌های پرماجرا و داستان‌محور شناخته شده است. این استودیو در 	۲۱ ژوئیۀ ۱۹۹۸ به عنوان برندی از شرکت ناشر ویژوال آرتس تأسیس شده و در کیتا، اوساکا، استان اوساکا قرار گرفته است. 
اولین رمان تصویری که کی تولید کرد، کانون (۱۹۹۹)، ترکیبی از طرح داستانی پرجزئیات، طراحی انیمه‌ای بروز و موسیقی متنی بود که به ایجاد حس و حال مناسب برای رمان کمک می‌کرد. دومین رمان ساختۀ کی، ایر (۲۰۰۰)، گیم‌پلی دقیقتر و طرح داستانی پیچیده‌ای شبیه به کانون داشت. هم کانون و هم ایر در اصل رمان‌های اروگه بودند؛ اما این روند با سومین عنوان تولیدی کی، کلند (۲۰۰۴) که برای همۀ سنین منتشر گشت، شکسته شد. کی تاکنون ۱۸ رمان تصویری منتشر نموده که آخرین آنها استلای پایان (۲۰۲۲) می‌باشد. کی در گذشته با اینترچنل و پروتوتایپ کمپانی همکاری کرده است تا دیگر نسخه‌های رمان‌ها پورت شوند. کی همچنین برای تولید سه مجموعه انیمۀ غیراقتباسی با پی.ای. ورکس و انیپلکس همکاری کرده است: انجل بیتز! (۲۰۱۰)، شارلوت (۲۰۱۵) و روزی که یک خدا شدم (۲۰۲۰). مجموعه انیمۀ کراس‌اور کاگینادو در ۲۰۲۱ پخش شد. پروژۀ چندرسانه‌ای پریما دل شامل یک مجموعه انیمه‌ای است که در ۲۰۲۲ پخش شد و نیز یک مجموعه رمان تصویری چهار بخشی.
همبنیانگذار جون مائدا چهره‌ای برجسته در کی است که در برنامه‌ریزی، سناریو و آهنگسازی بیشتر رمان‌های تصویری استودیو مشارکت داشته است. نا-گا، طراح اصلی کی، در رمان‌های ابتدایی بیشتر در طراحی پیش‌زمینه مشارکت داشت؛ اما با روی کار آمدن ششمین رمان کی، لیتل باسترز! (۲۰۰۷)، به او سمت کارگردانی هنری داده شد. پیش از او ایتارو هینوئه این سمت را بر عهده داشت. شینجی اوریتو، آهنگساز اصلی کی و یکی دیگر از همبنیانگذاران، برای اکثریت عناوین کی آهنگسازی کرده است.
کی از شرکت‌کنندگان فعال کومیکت از کومیکت ۵۷ در ۱۹۹۹ بوده که کار خود را با فروختن محصولات مرتبط با رمان کانون در آن سال آغاز کردند. آخرین حضور کی در این رویداد در سال ۲۰۲۱ و کومیکت ۹۹ بوده است. ویژوال آرتس در ۲۰۰۱ شرکت ناشر موسیقی کی ساوندز لیبل را تأسیس کرد تا آلبوم‌های موسیقی و تک‌آهنگ‌های مرتبط با رمان‌های تصویری کی را منتشر کند. کی میان ۲۰۰۷ و ۲۰۱۰ یک رادیو اینترنتی با عنوان کی نت رادیو را در ارتباط با برند تولید کرد.

## تاریخچه
| ۱۹۹۹ | کانون                                 |
| ۲۰۰۰ | ایر                                   |
| ۲۰۰۱ |                                       |
| ۲۰۰۲ |                                       |
| ۲۰۰۳ |                                       |
| ۲۰۰۴ | کلند                                  |
| ۲۰۰۴ | پلانتاریان: خیال‌پردازی سیاره‌ای کوچک   |
| ۲۰۰۵ | تومویو افتر: این زندگی شگفت‌انگیزی است |
| ۲۰۰۶ |                                       |
| ۲۰۰۷ | لیتل باسترز!                          |
| ۲۰۰۸ | لیتل باسترز! اکستاسی                  |
| ۲۰۰۹ |                                       |
| ۲۰۱۰ | کود وافتر                             |
| ۲۰۱۱ | ری‌رایت                                |
| ۲۰۱۲ | ری‌رایت هاروست فستا!                   |
| ۲۰۱۳ |                                       |
| ۲۰۱۴ |                                       |
| ۲۰۱۵ | انجل بیتز! فرست بیت                   |
| ۲۰۱۶ | هارمونیا                              |
| ۲۰۱۷ |                                       |
| ۲۰۱۸ | سامر پاکتس                            |
| ۲۰۱۹ |                                       |
| ۲۰۲۰ | سامر پاکتس رفلکشن بلو                 |
| ۲۰۲۱ | لوپرز                                 |
| ۲۰۲۱ | پلانتاریان: گوی برفی                  |
| ۲۰۲۱ | لوناریا: فرزند ماه مجازی‌شده           |
| ۲۰۲۲ | استلای پایان                          |
| ۲۰۲۳ | پریما دل: فویوزورا هانابی / سکا مونیو |
| ۲۰۲۴ | پریما دل: مومِی تِنرِی                   |
| ۲۰۲۴ | کوسای توشی: پروتکل افزایش             |

پیش از تأسیس کی، کارکنان مؤسس آن در شرکت توسعۀ رمان تصویری نکستون و برندی از آن به نام تاکتیکس کار می‌کردند. در هنگام کار بر روی تولید اولین بازی تاکتیکس، دوسی، چهار نفر از کارکنان کی بر روی این بازی کار می‌کردند: ایتارو هینوئه به عنوان کارگردان هنری، شینجی اوریتو به عنوان آهنگساز، میراکل میکیپون و شینوری هر دو عهده‌دار گرافیک کامپیوتری. پس از دوسی، بقیۀ کارکنان مؤسس کی یعنی نائوکی هیسایا، جون مائدا و اودیاکه اس به تاکتیکس پیوستند و در تولید دو بازی دیگر مشارکت داشتند: مون منتشر شده در ۲۱ نوامبر ۱۹۹۷ و وان: به سوی فصل درخشان منتشر شده در ۲۹ می ۱۹۹۸. به دلیل نظرات متفاوت میان نکستون و بیشتر کارکنان تاکتیکس در مورد چگونگی تولید بازی بعدی برند، بیشتر کارکنان تاکتیکس نکستون را ترک کردند و به دنبال کار در شرکت‌های انتشاراتی دیگر افتادند تا بتوانند بازی بعدی خود را با آزادی عمل بیشتری تولید کنند.
ایتارو هینوئه که قبلاً در ویژوال آرتس کار کرده بود، اعضای مؤسس کی را به رئیس ویژوال آرتس، تاکاهیرو بابا، معرفی کرد. بابا به توسعه‌دهندگان آزادی را که می‌خواستند داد، آنها رسماً به ویژوال آرتس منتقل شدند و در ۲۱ ژوئیۀ ۱۹۹۸ کی را تأسیس کردند. با توجه به اینکه اولین اثر کی، کانون، در مراحل اولیۀ تولید خود بود، توسعه‌دهندگان سر هیچ نامی برای برندشان به توافق نرسیده بودند. نام آزمایشی برند در ابتدا آزوریت (アズライト Azurite) بود؛ اما جون مائدا از این نام راضی نبود و به دنبال چیزی بود که تجسمی از برند را به نمایش بگذارد. مائدا همیشه سر راه محل کارش از کنار یک فروشگاه آلات موسیقی می‌گذشت. نام آن فروشگاه کی (Key) بود و مائدا فوراً از آن اسم خوشش آمد. نام کی برای استودیو سرانجام با رأی اکثریت انتخاب شد. کی کانون را در ۴ ژوئن ۱۹۹۹ به عنوان یک اروگه منتشر کرد؛ اگرچه صحنه‌های دارای محتوای بزرگسالانه در مقدار حداقلی نگهداشته شد. اینکار به بازیکن اجازه داد بیشتر بر روی داستان شخصیت‌ها، جلوه‌های بصری و موسیقی تمرکز کند، که این ویژگی‌ برای چنین رمان تصویری در زمان انتشارش ویژه بود. یکسال بعد در ۸ سپتامبر ۲۰۰۰، کی دومین رمان تصویری‌اش ایر را منتشر کرد که همچون کانون یک اروگه بود و در داستان‌سرایی با آن مشابهت داشت.
سومین رمان تصویری کی، کلند مشابه رمان‌های قبلی کی است؛ اما دارای هیچ محتوای بزرگسالانه‌ای نیست. کلند قرار بود در ۲۰۰۲ انتشار یابد؛ اما به تعویق افتاد که در نهایت منجر شد انتشار اصلی آن در ۲۸ آوریل ۲۰۰۴ اتفاق بیفتد. هفت ماه پس از انتشار کلند، کی پلانتاریان: خیال‌پردازی سیاره‌ای کوچک که کوتاه‌ترین بازی‌اش بود را در ۲۹ نوامبر ۲۰۰۴ برای تمام سنین منتشر نمود. پلانتاریان برخلاف بازی‌های گذشتۀ کی، یک رمان تصویری خطی است که نیازی به انتخاب گزینه از طرف بازیکن در طول گیم‌پلی ندارد؛ این همان چیزی است که به آن کینتیک ناول گفته می‌شود. پنجمین رمان کی تومویو افتر: این زندگی شگفت‌انگیزی است می‌باشد که یک اروگه و اسپین‌آفی از کلند است و در ۲۵ نوامبر ۲۰۰۵ به انتشار در آمد. این رمان سناریوی تومویو ساکاگامی، از شخصیت‌های اصلی کلند را گسترش می‌دهد. کی عنوان ششمش، لیتل باسترز! را در ۲۷ ژوئیۀ ۲۰۰۷ بدون هیچگونه محتوای بزرگسالانه‌ای منتشر کرد؛ اما نسخۀ دیگری از رمان تحت عنوان لیتل باسترز! اکستاسی را در ۲۵ ژوئیۀ ۲۰۰۸ با محتوای بزرگسالانۀ اضافه منتشر نمود.
به مناسبت دهمین سالگرد کی، کی و ویژوال آرتس یک رویداد دو روزه بین ۲۸ فوریه و ۱ مارس ۲۰۰۹ برگزار کردند. کی برای تولید مجموعه انیمۀ انجل بیتز! با پی.ای. ورکس و انیپلکس همکاری کرد. این مجموعه از آوریل تا ژوئن ۲۰۱۰ پخش شد. هشتمین رمان کی، کود وافتر، به عنوان اسپین‌آفی بزرگسالانه از لیتل باسترز! در ۲۵ ژوئن ۲۰۱۰ منتشر گردید. این رمان نسخۀ گسترش‌یافتۀ سناریوی کودریاوکا نومی، از شخصیت‌های اصلی لیتل باسترز! و اکستاسی، می‌باشد. کی نهمین رمان خود، ری‌رایت، را در ۲۴ ژوئن ۲۰۱۱ برای تمام سنین منتشر گرداند. نسخۀ فن دیسک این رمان با عنوان ری‌رایت هاروست فستا! در ۲۷ ژوئیۀ ۲۰۱۲ به انتشار در آمد. به مناسبت پانزدهمین سالگرد کی، اقتباس رمان تصویری انجل بیتز! فرست بیت در ۲۶ ژوئن ۲۰۱۵ منتشر گردید. کی باری دیگر با پی.ای. ورکس و انیپلکس همکاری کرد تا مجموعه انیمۀ شارلوت را تولید کنند که از ژوئیه تا سپتامبر ۲۰۱۵ پخش شد. کی کینتیک ناول هارمونیا را در ۲۳ سپتامبر ۲۰۱۶ منتشر کرد. نسخۀ انگلیسی این رمان زودتر از نسخۀ ژاپنی آن پخش شد. کی رمان تصویری سامر پاکتس را در ۲۹ ژوئن ۲۰۱۸ به انتشار در آورد. نسخۀ گسترش‌یافتۀ این رمان با عنوان سامر پاکتس رفلکشن بلو در ۲۶ ژوئن ۲۰۲۰ منتشر شد. کی برای بار سوم با پی.ای. ورکس و انیپلکس همکاری کرد تا مجموعه انیمۀ روزی که یک خدا شدم را تولید کنند که از اکتبر تا دسامبر ۲۰۲۰ پخش گردید.
کی در اکتبر ۲۰۲۰ توسعۀ سه کینتیک ناول را اعلام کرد: لوپرز، لوناریا: فرزند ماه مجازی‌شده، استلای پایان. لوپرز در ۲۸ می ۲۰۲۱، لوناریا در ۲۴ دسامبر ۲۰۲۱ و استلای پایان در ۳۰ سپتامبر ۲۰۲۲ منتشر گشتند. کی همچنین در اکتبر ۲۰۲۰ پروژۀ چندرسانه‌ای پریما دل را با همکاری تولیدکنندۀ مدل پلاستیکی و فیگور، کوتوبوکیا، اعلام کرد. یک مجموعه تلویزیونی انیمۀ ۱۲ قسمتی برای پریما دل از ژوئیه تا سپتامبر ۲۰۲۲ پخش شد. کی نسخۀ نهایی پلانتریان را که شامل پلانتاریان: گوی برفی نیز بود، در ۳ سپتامبر ۲۰۲۱ منتشر کرد. گوی برفی یک کینتیک ناول و نسخۀ پیشایند پلانتاریان: خیال‌پردازی سیاره‌ای کوچک می‌باشد. کی با همکاری توسعه‌دهندۀ بازی ویدئویی رایت فلایر استودیوز، بازی ویدئویی نقش‌آفرینی موبایلی بهشت سرخ می‌سوزد را تولید کرد و در ۱۰ فوریۀ ۲۰۲۲ برای آی‌اواس و اندروید منتشر گرداند. یک مجموعه کینتیک ناول چهار قسمتی برای پریما دل آغاز شد و قسمت اول آن ۲۸ آوریل ۲۰۲۳ انتشار یافت. قسمت دو نیز در ۳۱ می ۲۰۲۴ منتشر شد. کی رمان تصویری جدیدی با عنوان آنه‌موی را در ۱۵ نوامبر ۲۰۲۳ اعلام کرد. کینتیک ناول جدید دیگری با عنوان کوسای توشی: پروتکل افزایش (虹彩都市 augment protocol) در ۱۵ دسامبر ۲۰۲۳ اعلام گشت و قرار شد که در پاییز ۲۰۲۵ انتشار یابد.

### کی ساوندز لیبل
ویژوال آرتس در ۲۰۰۱ شرکت ناشر موسیقی کی ساوندز لیبل (کی‌اس‌ال) را ایجاد کرد. آلبوم‌های موسیقی و تک‌آهنگ‌های منتشر شده توسط کی پس از ایجاد این شرکت، تحت آن قرار گرفتند؛ به این معنی که این شامل دو آلبوم اول و تک‌آهنگی که قبل از تشکیل رسمی گروه منتشر شده بودند، نمی‌شود. اولین آلبوم این لیبل، هیومنیتی... بود که در اوت ۲۰۰۱ منتشر گشت؛ اگرچه تنها ارتباطی که با آثار کی داشت، نسخه‌ای ریمیکس از آهنگ تیتراژ آغازین ایر بود. آلبوم‌های تحت این لیبل عمدتاً توسط آهنگسازان شناخته شدۀ کی تولید شده‌اند: جون مائدا، شینجی اوریتو و ماگومه توگوشی. سه‌تا از تک‌آهنگ‌ها توسط لیا و آلبوم لاو سانگ توسط ریا از یوفونیوس خوانندگی شده است.
برای جشن گرفتن دهمین سالگرد کی، این استودیو کنسرتی با عنوان کی‌اس‌ال لایو ورلد ۲۰۰۸: پیش به سوی لیتل باسترز! اکس در ۱۰ می ۲۰۰۸ در توکیو و باری دیگر در ۱۷ می ۲۰۰۸ در اوساکا برگزار کرد. هر یک از دو کنسرت دو و نیم ساعت طول کشید و آهنگ‌های خوانده شده توسط لیا، ریتا، چاتا و توموئه تامی‌یاسو به نمایش داده شدند. کنسرت دیگری با عنوان کی‌اس‌ال لایو ورلد ۲۰۱۰: پیش به سوی کود-وافتر در توکیو و از ۲۱ تا ۲۲ می ۲۰۱۰ برگزار شد. سومین کنسرت نیز با عنوان کی‌اس‌ال لایو ورلد ۲۰۱۳: پیش به سوی لیتل باسترز! رفرین در کوتو، توکیو و در ۱۶ سپتامبر ۲۰۱۳ برگزار شد. چهارمین کنسرت با عنوان کی‌اس‌ال لایو ورلد ۲۰۱۵: پیش به سوی انجل بیتز! -فرست- از ۱۱ تا ۱۲ آوریل ۲۰۱۵ در آکیهابارا برگزار گشت. کنسرت پنجم نیز با عنوان کی‌اس‌ال لایو ورلد ۲۰۱۶: انیمیشن شارلوت و ری‌رایت در تویوسو و در ۳۰ آوریل ۲۰۱۶ برگزار شد.

### شرکت در کومیکت
کومیکت، مخفف کمیک مارکت، یک گردهمایی بزرگ کمیک است که هرسال دوبار، در اوت و دسامبر (به ترتیب تابستان و زمستان)، در توکیو برگزار می‌شود. کی شرکت‌کننده‌ای فعال در این گردهمایی بوده است؛ از کومیکت ۵۷ در دسامبر ۱۹۹۹ که بیشتر محصولات مرتبط با کانون را می‌فروختند (چون کانون تنها رمان منتشره در آن زمان بود)؛ محصولاتی همچون فندک زیپو. اولین محصولات مربوط به ایر که کی فروخت، در کومیکت ۵۹ بود که در دسامبر ۲۰۰۰ برگزار شد. محصولاتی همچون: کارت پستال، کارت تلفن، تقویم، پوستر و آلبوم. محصولاتی که کی در کومیکت می‌فروخت، همگی مرتبط با رمان‌های تصویری هستند که استودیو آنها را تولید کرده است.
کی، از طریق ویژوال آرتس، به همراه دیگر برندهای ویژوال آرتس در کومیکت زمستانی شرکت می‌کند؛ با اینحال کی در کومیکت‌های تابستانی نیز شرکت می‌کند؛ مثلاً در کومیکت ۷۰ در اوت ۲۰۰۶ که کی محصولات مرتبط با پلانتاریان: خیال‌پردازی سیاره‌ای کوچک را فروخت. کی آلبوم‌های موسیقی منتشر شده تحت شرکت ناشر موسیقی کی ساوندز لیبل را نیز در کومیکت به فروش می‌رساند.

## اعضاء

### اصلی
اعضای اصلی کی با استودیو رمان تصویری و در نتیجه با ویژوال آرتس در ارتباط هستند. جون مائدا، از اعضای مؤسس کی، بر روی برنامه‌ریزی برای پروژه‌های انفرادی کار کرد و یکی از سناریونویس‌های اصلی بود. علاوه بر اینها، او برای اکثر رمان‌های کی آهنگ تولید کرده است. مائدا پس از انتشار لیتل باسترز! اکستاسی از مقام سناریونویس اصلی کناره‌گیری کرد؛ اما به تولید آهنگ برای بازی‌های کی ادامه می‌دهد. با این وجود، مائدا خود رمان تصویری انجل بیتز! فرست بیت را طراحی کرد و بخشی از سناریوی آن را نوشت. علاوه بر این، او مفهوم اصلی رمان تصویری سامر پاکتس را فراهم کرد. نا-گا، طراح اصلی کی، در رمان‌های ابتدایی استودیو بیشتر بر روی طرح‌های پس‌زمینه کار می‌کرد؛ اما در هنگام تولید لیتل باسترز! او همراه با ایتارو هینوئه به عنوان کارگردان‌های هنری کار کرد. گرافیک‌های کامپیوتری در گذشته توسط شینوری و موچیسوکه، دو تن از هنرمندان گرافیک کی، انجام می‌شد. شینجی اوریتو، از دیگر اعضای مؤسس و آهنگساز اصلی کی، برای اکثریت بازی‌ها و رمان‌های کی آهنگ تولید کرده است.

### قبلی و برون‌سپرده
بسیاری از اعضای کی، در طول زمان استودیو را ترک کرده‌اند یا به عنوان مشارکت‌کنندگان برون‌سپرده به کار گرفته شده‌اند. نائوکی هیسایا به عنوان یکی از سناریونویسان اصلی کانون کار کرد؛ اما به محض اینکه پروژه تکمیل شد، او کی را ترک کرد. اودیاکه اس از دیگر افرادی است که در تولید کانون مشارکت داشت. او آهنگسازی برون‌سپرده بود که از آن زمان در تولید دو آلبوم آهنگ برای کلند و ایر کمک کرده است؛ اما از سال ۲۰۰۴ تاکنون او با کی هیچ همکاری نداشته است. سه نفر نیز در تولید ایر به کی کمک کردند: تاکاشی ایشیکاوا به عنوان یکی از سناریونویس‌ها، توموتاکا فوجیئی به عنوان دستیار سناریونویس و دین به عنوان طراح پس‌زمینه. تویا اوکانو و کای سناریونویسانی بودند که در تولید کلند و ایر مشارکت داشتند. کای بعداً برنامه‌‌ریزی رمان کود وافتر را بر عهده داشت و نیز در سناریوی رمان‌های انجل بیتز، هارمونیا و سامر پاکتس مشارکت داشته است. میراکل میکیپون، از هنرمندان گرافیک کامپیوتری اصلی کی، پس از تولید کلند استعفا داد. مینیمو تایاما و تورینو، دو هنرمند گرافیکی برون‌سپردۀ دیگر در بازی‌های کی مشارکت داشته‌اند. سناریونویس یوئیچی سوزوموتو در تولید رمان‌های ایر، کلند و پلانتاریان با کی همکاری کرده است. ایجی کوماتسو به عنوان کارگردان هنری پلانتاریان کار کرده و هنرمندی دیگر به نام فومیو به عنوان کارگردان هنری در تولید تومویو افتر همکاری داشته است.
لئو کاشیدا به عنوان نویسنده‌ای برون‌سپرده بر روی رمان‌های تومویو افتر، لیتل باسترز! و انجل بیتز با کی همکاری داشته است. چیکا شیروکیری، نویسندۀ برون‌سپردۀ دیگر که بر روی لیتل باسترز! کار کرده، همچنین سناریوی کود وافتر را نوشته است. ماگومه توگوشی از پیش از انتشار کانون در استودیو کی بود و به عنوان یکی از آهنگسازان شناخته‌شده کار می‌کرد؛ اما پس از مشارکت در تولید ساوندترک لیتل باسترز! کی را در اکتبر ۲۰۰۶ ترک کرد. جونئیچی شیمیزو تمام آهنگ‌های کود وافتر را تولید کرد. دو نویسندۀ برون‌سپرده بر روی سناریوی رمان تصویری ری‌رایت و فن دیسک آن ری‌رایت هاروست فستا!: ریوکیشی۰۷ از سونث اکسپنژن و رومئو تاناکا. سه آهنگساز برون‌سپرده در تولید ری‌رایت و هاروست فستا نیز دخیل بودند: مایکو ایئوچی از آیو ساوند، سوشی هوسوی و ریو میزوتسوکی. میزوتسوکی بعداً به خاطر تولید آهنگ برای هارمونیا و سامر پاکتس دوباره با کی همکاری کرد. در آن هنگام که مائدا از مقام سناریونویسی کناره‌گیری کرده بود، یوتو تونوکاوا به کی پیوست و ابتدا بر روی سناریوی لیتل باسترز! کار کرد. تونوکاوا بعداً در سناریوی ری‌رایت و هاروست فستا مشارکت داشت؛ اما سال ۲۰۱۵ از کی استعفا داد. ایتارو هینوئه، از مؤسسان کی، طراح اصلی و تنها کارگردان هنری و طراح شخصیت برای شش بازی کی بود. هینوئه پس از کار کردن بر روی هارمونیا در سپتامبر ۲۰۱۶ از کی استعفا داد.

## تأثیرگذاری
بر اساس کتاب ساتوشی تودومه، تاریخچه‌ای از بازی‌های بزرگسالانه، تأثیرگذاری کی بر روی رمان تصویری (به ویژه اروگه‌ها) ریشه در پیش از تأسیس کی دارد؛ هنگامی که اکثر اعضای مؤسس کی در تاکتیکس تحت شرکت نکستون شاغل بودند. به دلیل تأثیرپذیری از رمان تصویری تو هارت تولید شده توسط شرکت لیف در سال ۱۹۹۷، توسعه‎‌دهندگان تاکتیکس فرمول ساده‌ای برای تولید رمان تصویری ابداع کردند: نیمۀ اول داستان کمدی همراه با رمانس دلگرم‌کننده، اواسط داستان همراه با جدایی اندوهناک و در پایان به هم پیوستنی احساس‌برانگیز. رمان‌های تصویری با چنین فرمولی با عنوان "بازی گریه‌آور" یا "ناکیگه" شناخته شده‌اند. هدف اصلی چنین بازی‌هایی این است که بازیکن با شخصیت‌ها همدردی کند و به خاطر سناریوهای احساسی بازیکن را به گریه درآورند که باعث می‌شود بازی پس از به پایان رسیدن تأثیر بیشتر بر روی بازیکن بگذارد. دومین رمان تاکتیکس وان: به سوی فصل درخشان بر اساس این فرمول تولید شده است. 
پس از آنکه وان تکمیل شد، تیم توسعه تاکتیکس را ترک کردند و کی را تشکیل دادند که در آن اولین رمان خود یعنی کانون را بر اساس همین فرمول تولید کردند. کانون "به شدت مورد توجه قرار گرفت [و] تا زمان انتشارش بازیکن‌ها را بی‌تاب کرد. این تنها یک بازی بود که کی تا اینجا منتشر کرد و با این حال شوک‌های بزرگی را در سراسر این صنعت ایجاد کرده است. و با این حال بازی دیگری [ایر]، دو سال بعد، شوک بزرگتری ایجاد کرد. ایر به همان میزان مورد توجه و تحسین قرار گرفت." موفقیت رمان‌های وان و کانون به خاطر فرمول کی برای خلق یک "بازی گریه‌آور" یا "ناکیگه" منجر شد بعداً دیگر شرکت‌های توسعه‌دهندۀ رمان تصویری تحت تأثیر این فرمول قرار بگیرند. از جمله: کانا: خواهر کوچک توسط دیجیتال آبجکت، مجموعۀ مموریز آف توسط کی‌آی‌دی، دی.سی.: دا کاپو توسط سیرکس، اسنو توسط استودیو مبیوس (تحت ویژوال آرتس) و باد: نسیمی از دل توسط مینوری.
ریوکیشی۰۷ از سونث اکسپنژن در سال ۲۰۰۴ نوشت که چطور او هنگام طرح‌ریزی برای رمان صوتی هیگوراشی وقتی که آن‌ها گریه می‌کنند تحت تأثیر آثار کی قرار گرفته بود. ریوکیشی۰۷ رمان‌های کی را به همراه دیگر رمان‌ها به عنوان مرجع بازی کرد تا بفهمد چرا این رمان‌ها چنین محبوبیتی دارند. او پی برد راز پرطرفداری آنها به خاطر این بود که داستان آغازی معمولی و لذت‌بخش داشت؛ اما سپس یک رخداد ناگهانی می‌تواند منجر به گریۀ بازیکن شود. او از مدلی مشابه برای اساس داستان هیگوراشی استفاده کرد؛ اما به جای اینکه بازیکن گریه کند ریوکیشی۰۷ می‌خواست با افزودن عناصر ترس و وحشت بازیکن را بترساند. ازین رو ریوکیشی۰۷ می‌خواست به گونه‌ای با کی که آن را "خالق شاهکار" توصیف می‌کرد مرتبط باشد.